# Costaricanische Stülpnasenlanzenotter
Die Costaricanische Stülpnasenlanzenotter (Porthidium volcanicum), auch als Costa-Rica-Stülpnasenotter bezeichnet, ist eine Grubenotter aus der Gattung der Hakennasen-Lanzenottern (Porthidium).

## Merkmale
Die Costaricanische Stülpnasenlanzenotter ist eine kleine Viper mit relativ schlankem Körperbau und erreicht eine Gesamtlänge bis 54 Zentimeter. Der Kopf ist bei Aufsicht dreieckig und deutlich vom Hals abgesetzt. Die Schnauzenspitze ist aufgeworfen, weist aber keinen fleischigen Vorsprung auf. Die Kopfoberseite ist bedeckt mit zahlreichen gekielten, asymmetrisch angeordneten Schuppen. Zwischen Augen und Nasenloch befindet sich ein, für Grubenottern typisches, Grubenorgan zur Wahrnehmung von Wärmestrahlung.
Der Kopf ist bei Jungtieren besonders kontrastreich, helle Partien dunkeln mit dem Heranwachsen weitestgehend nach. Seitlich weist der Kopf je ein helles Band auf, das sich von der Schnauzenspitze über das Auge bis zum Hals zieht. Das Nasenloch liegt in einem dunklen, dreieckig geformten und hell gerandeten Fleck. Die Seiten des Kopfes sind dunkel und besitzen zwei helle Streifen, die sich unterhalb des Auges Richtung Oberlippe und Kinn ziehen. Auf dem Körper zeigen sich dorsal 43 bis 50 paarige, teils versetzt angeordnete dunkle Flecken auf gräulichem bis bräunlichem Grund. Über die Rückenmitte zieht sich ein dünnes, helles Band, das die dunklen Flecken durchschneidet. Die Körperseiten weisen ebenfalls je eine Reihe dunkler Flecken auf. Die Schwanzspitze ist dunkel. Der Giftapparat besteht aus modifizierten Speicheldrüsen (Giftdrüsen), die über einen Giftkanal mit hohlen, einklappbaren Fangzähnen im vorderen Oberkiefer verbunden sind (solenoglyphe Zahnstellung). Es sind 25 bis 26 Reihen gekielter Rückenschuppen um die Körpermitte, 156 bis 165 Ventralia (Bauchschilder) und 25 bis 35 nicht geteilte Subcaudalia (Unterschwanzschilder) vorhanden. Das Scutum anale ist ungeteilt.
Merkmale der Pholidose (Beschuppung) deuten darauf hin, dass Porthidium volcanicum phylogenetisch näher verwandt mit der südamerikanischen Porthidium lansbergii ist, als mit Porthidium ophryomegas, ihrer vermutlich nächst verwandten Art in Costa Rica.

## Lebensweise
Über die Lebensweise von Porthidium volcanicum liegen kaum gesicherte Daten vor. Vermutlich führt sie eine weitgehend nachtaktive, bodenbewohnende Lebensweise und erbeutet als Ansitzjäger Kleinsäuger, kleine Eidechsen oder Amphibien. Die Fortpflanzung erfolgt wahrscheinlich durch Ovoviviparie, also ei-lebendgebärend.

## Vorkommen
Porthidium volcanicum kommt in Costa Rica (Cantón de Buenos Aires: Volcán, Ujarras de Buenas Aires) und Panama (Boquete) vor. Bei Nachweisen von Porthidium lansbergii aus Chiriquí und der Cordillère de Veraguas, beide in Panama, handelt es sich vermutlich ebenfalls um Porthidium volcanicum. Als Typuslokalität wird Ujarnis de Buenos Aires (Valle del General, suoeste de la provincia de Puntarenas, Costa Rica) angegeben. Habitate sind feuchttropische Wälder und Savannengrasland, vermutlich werden die von Grasland umgebenen Waldparzellen besiedelt. Die Region um die Fundorte zeichnet sich durch eine saisonale Trockenzeit aus. Über die weiteren Ansprüche an den Lebensraum ist wenig bekannt. Der Holotypus (UCR 11642, Universidad de Costa Rica) wurde in einem sekundären (nachgewachsenen) Wald gefunden, weitere Funde stammen von Ananasplantagen, was darauf hindeutet, dass auch gestörte Lebensräume besiedelt werden. Funde wurden in Höhenlagen zwischen etwa 400 und 1000 Metern dokumentiert. Die Art ist von nur sehr wenigen Individuen bekannt. Über ihren Gesamtbestand und die Entwicklung der Population ist nichts Näheres bekannt, die Datenlage wird als unzureichend bewertet.